# Bhagalpur (division)

Bhagalpurs läge i delstaten Bihar.

Bhagalpur  är ett administrativt område (division) i den indiska delstaten Bihar, med två distrikt, Bhagalpur och Banka. Området genomflyts av floden Ganges och flera mindre floder som är bifloder till Ganges. Divisionens huvudort är staden Bhagalpur, som ligger på floden Ganges södra sida och har omkring en halv miljon invånare. Staden Bhagalpur är också huvudort för distriktet Bhagalpur, som är det nordliga av de två distrikten samt det distrikt som Ganges flyter genom. Distriktet Banka, som ligger söder om distriktet Bhagalpur, blev ett eget distrikt 1991 och dess huvudort är staden Banka. Före 1991 var distriktet Banka en del av distriktet Bhagalpur.
Divisionen Bhagalpur omfattar cirka 5 589 km² (arean för distriktet Bhagalpur (2 569 km²) och distriktet Banka (3 020 km²) tillsammans) och gränsar inom Bihar till divisionen Munger i väst samt Kosi och Purnia i norr. I öster och söder gränsar divisionen Bhagalpur till delstaten Jharkhand.
Befolkningen uppgick till cirka 5 miljoner vid folkräkningen 2011 (distriktet Bhagalpur 3 037 766  och distriktet Banka 2 034 763; tillsammans 5 072 529 invånare).
Flera olika adivasifolk (indiska ursprungsfolk), bland annat santaler, har en historia av bosättning i området.

## Etymologi
Ingen autentiskt dokumentation av namnet Bhagalpurs ursprung finns. Äldre stavningsvarianter är Bagalpur och Bhaugulpore.

## Administrativ historik
Divisionens gränser som de är idag är ett resultat av många ändringar och speglar egentligen inte någon annan historisk kontext än den administrativa. Divisionen har tidigare varit mycket större än idag, men de tidiga gränserna, för vilka en utgångspunkt kan sägas vara distriktet Bhagalpur 1765, då det brittiska ostindiska kompaniet fick rätt ta ut skatt och därmed i praktiken tog över makten i området, var väldigt obestämda. Men generellt syftade man då på ett stort område öster om Munger och nästan helt söder om Ganges. Under 1800-talet och 1900-talet skedde flera administrativa förändringar varav en del minskade och en del ökade ytan, men totalt sett har ytan sedan 1800-talet och tidigt 1900-tal minskat väldigt mycket (ytan har förr, enligt Nordisk familjebok, varit över 50 000 km²).
Till de distrikt som förr hört till divisionen, men som inte längre gör det, hör bland annat Purnia, Munger (tidigare Monghyr), Maldak och Santal Parganas.

## Geografi
Floden Ganges, med flera bifloder både från norr och söder, präglar divisionen som till stor del ligger i Ganges floddal och till större delen består av bördigt slättland, särskilt den norra delen (distriktet Bhagalpur) men även områden med kullar och lägre berg finns inom området. Den södra delen av divisionen, distriktet Banka, består i norr av slättland, utom i området som gränsar till Jharkhand, som är mer kuperat. Söder om staden Banka börjar landskapet stiga och bli mer kuperat. Totalt består cirka 60 % av distriktet Banka av kuperade områden. Floden Chanan, som flyter förbi staden Banka något öster om staden, är den största floden i distrikten Banka. Distriktet Banka har också några skogsområden, främst söder om staden Banka och vid Bounsi och Katoriya, där elefanter och tigrar kan förekomma. Apor är vanliga i skogarna, särskilt hulmaner.

## Klimat
Klimatet karaktäriseras av heta somrar (mars till juni) och behagliga vintrar (november till februari). Dagstemperaturen i maj går i genomsnitt upp till 37°C och kan i maj och juni gå så högt upp som till 45°C. Dagstemperaturen i januari går i genomsnitt upp till högst 23°C och längst cirka 8°C. Under vintersäsongen kan området tillfälligt påverkas av kalla västliga vindar som får temperaturen att falla något lägre, men ej under 1–2°C. Monsunsäsongen börjar i slutet av juni och varar till september. Mest regn faller i juli och augusti. Oktober är en övergångsmånad. Den genomsnittliga årsnederbörden varierar mellan 900–1 400 mm (baserat på en mätperiod om 50 år 1901–1950).

## Ekonomi
Ganges slätter är väldigt bördiga och ekonomin i divisionen som helhet bygger mycket på jordbruk, men i distriktet Bhagalpur, där staden Bhagalpur ligger, även på affärsverksamhet och handel. Distriktet Banka är mera beroende av jordbruk. Till de viktigaste grödorna som odlas i området idag hör ris, vete, majs, korn och oljefrön. I distriktet Banka är även sockerrör en viktig gröda. Hirs odlas också, liksom många andra grödor. Många olika ätbara frukter växer i området, bland annat mango och jackfrukt. Under lång tid var produktionen av indigo viktig inom distriktet Bhagalpurs småindustri. Vävning av tussahsilke och framställning av grovt glas är andra småindustrier som varit viktiga i distriktet. I distriktet Banka är vävning av silke fortfarande viktigt för familjerna i flera byar.
Av mineral finns tillgång på blyglans, antimon, koppar och järn, men de har inte exploaterats fullt ut på grund av brist på logistik och bearbetningsmöjlighet. I distriktet Banka utvinns glimmer, samt sand och eldfast lera för keramiktillverkning. Stenindustri är också en mindre näring distriktet.

## Bildgalleri

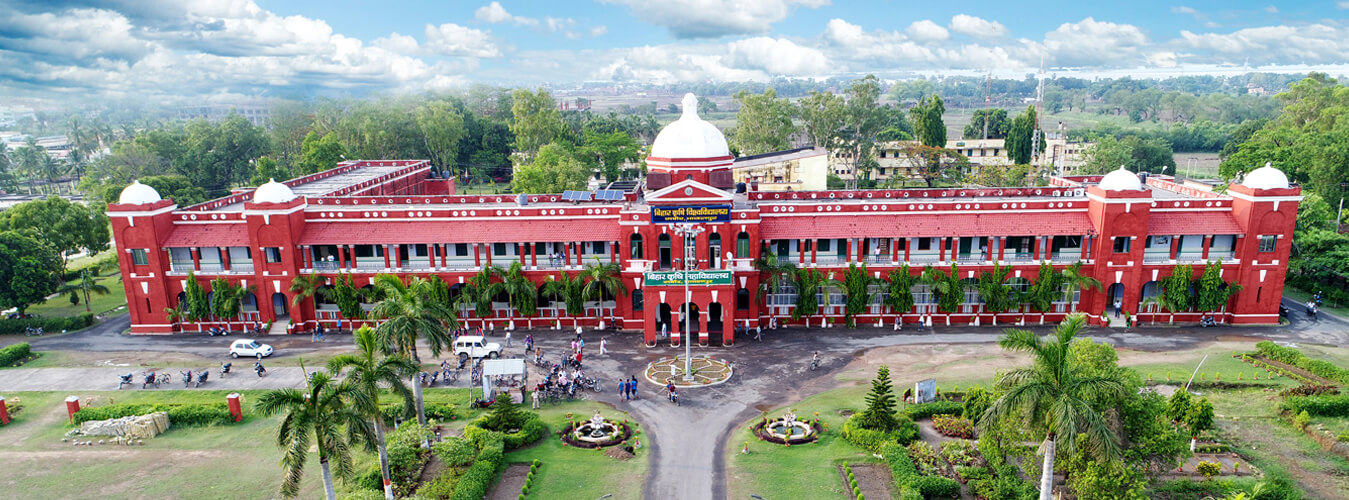
Bihar Agricultural University, etablerat 1908, i staden Bhagalpur.
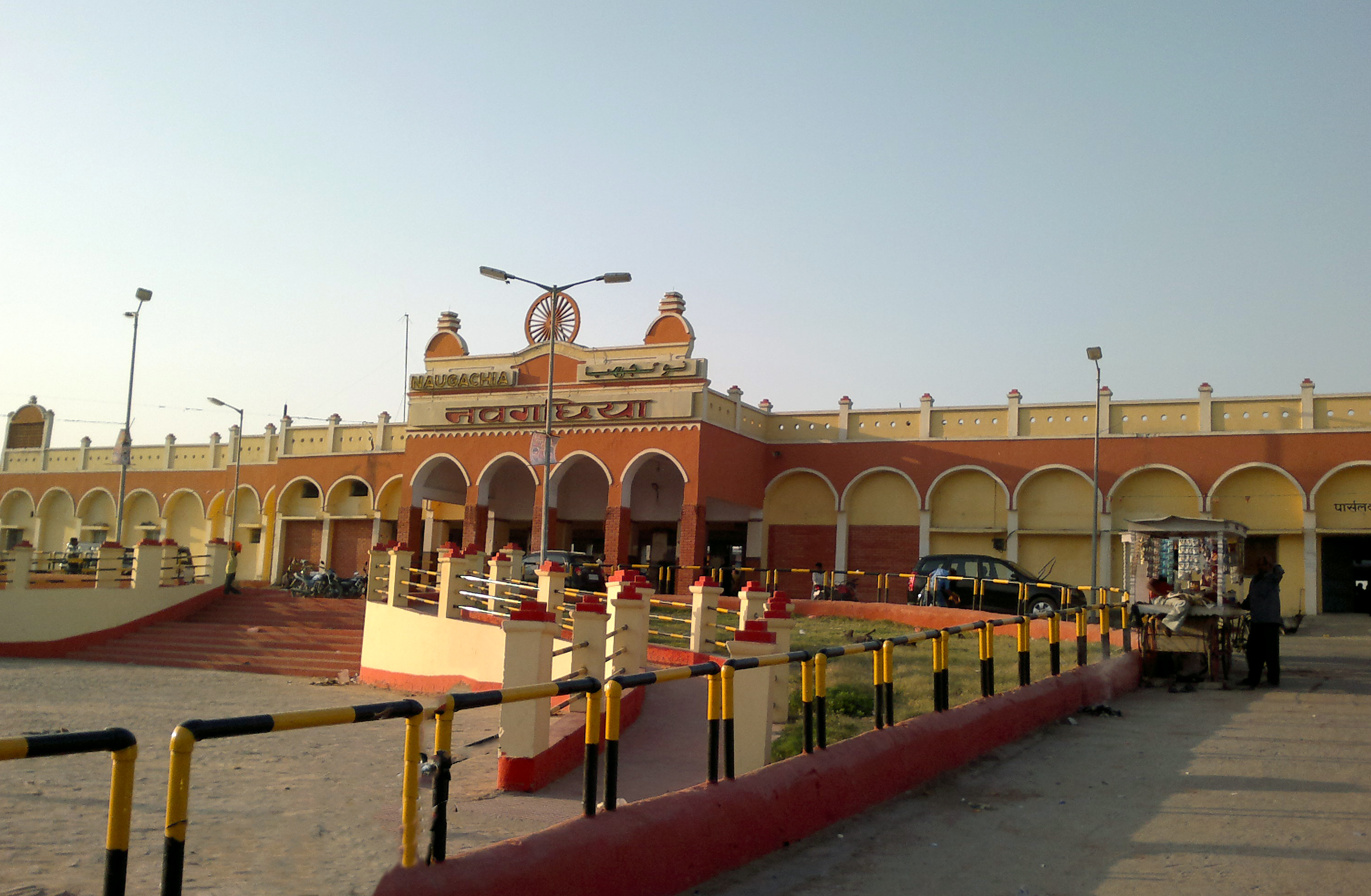
Järnvägsstationen i Naugachhia i distriktet Bhagalpur.
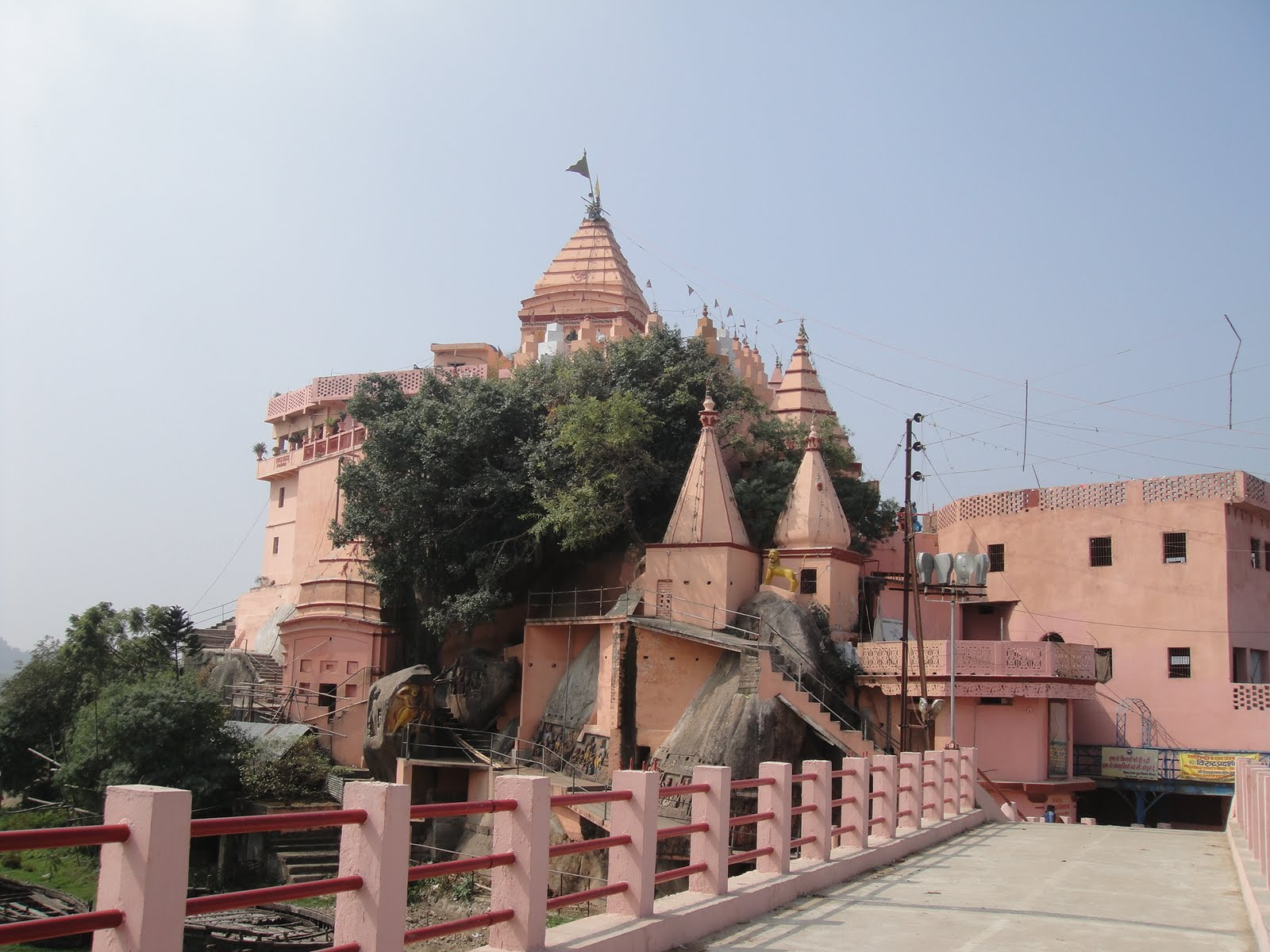
Templet Ajgaivinath som är tillägnat Shiva, i Sultanganj i distriktet Bhagalpur.
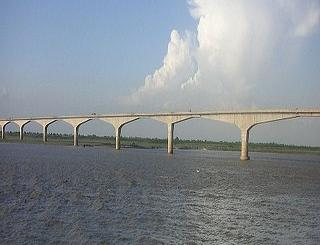
Bron Vikramshila Setu över floden Ganges nära staden Bhagalpur. Bron är 4,4 km lång.
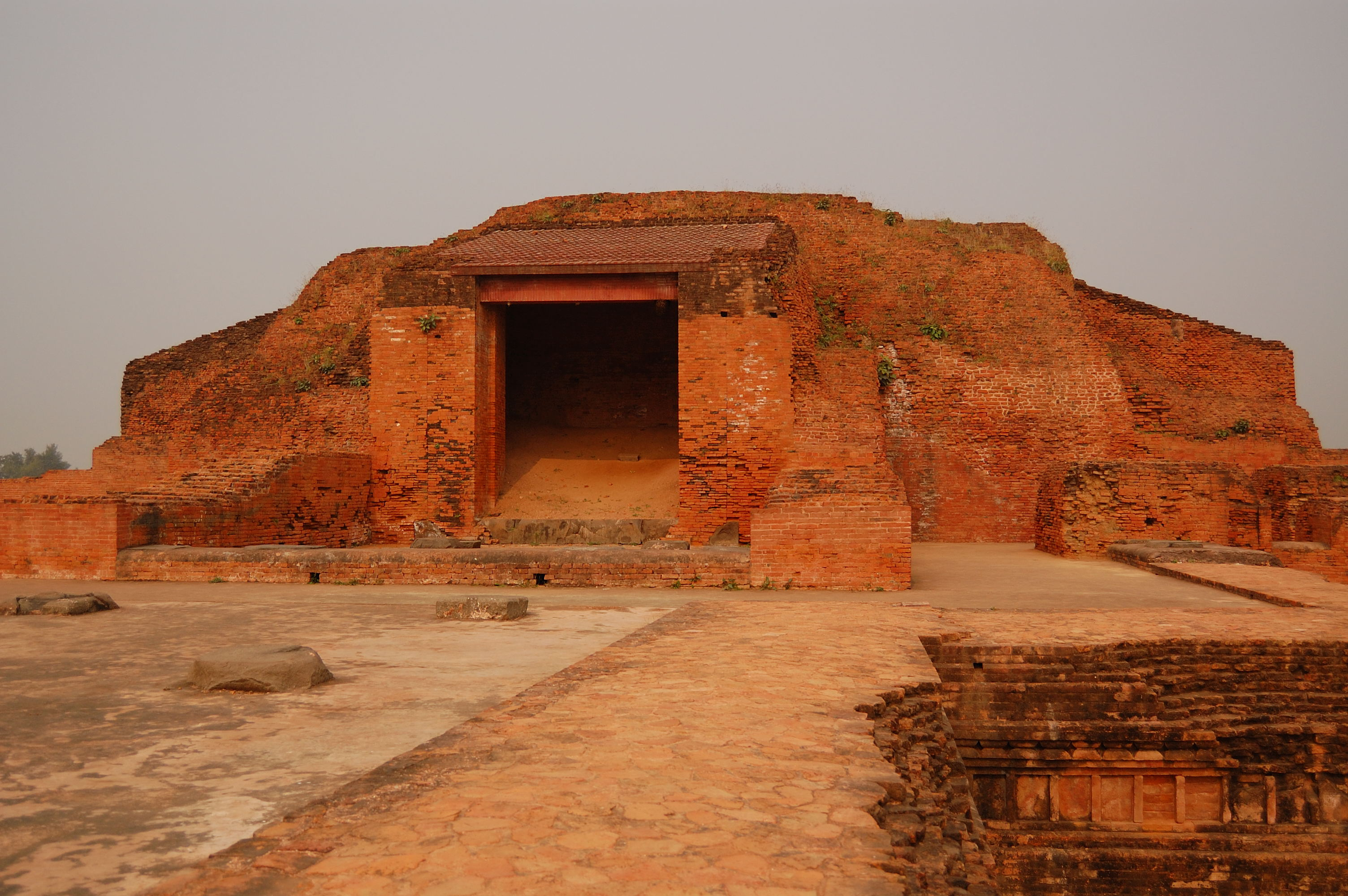
Ruinerna av Vikramashila, ett buddhistkloster (mahavihara) nära Kahalgaon i distriktet Bhagalpur.
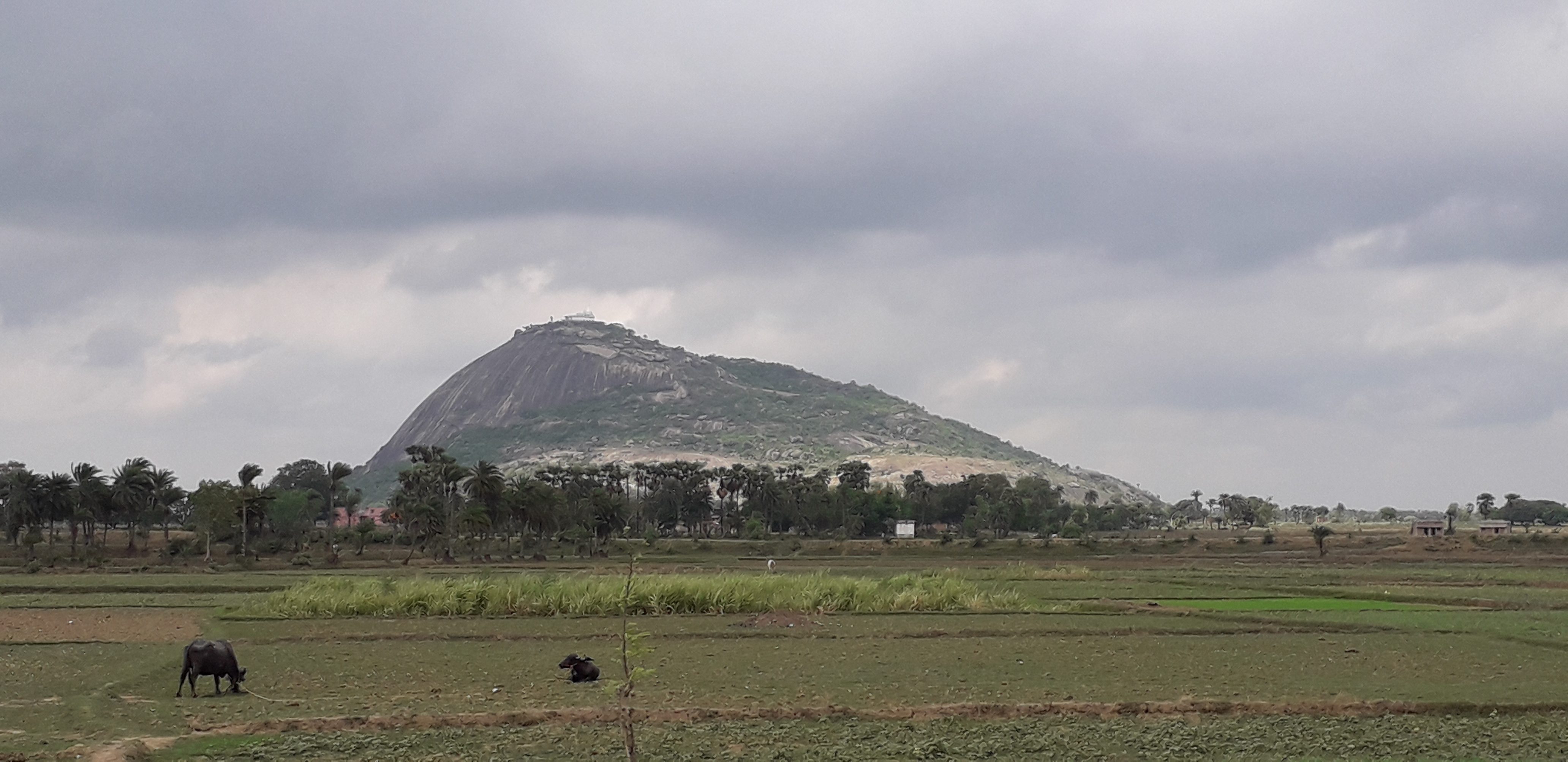
Berget Mandar Parvat i distriktet Banka, i den södra delen av divisionen. Här ligger många tempel (jainism och hinduism).